# Quilombo do Catucá

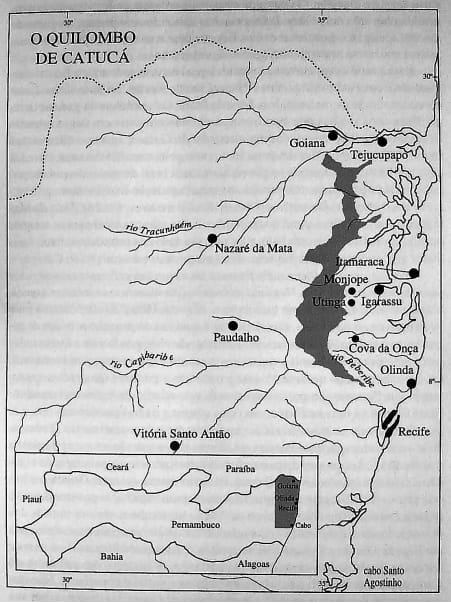
Mapa do Quilombo do Catucá segundo a representação do autor Marcus Carvalho em sua obra O O "Quilombo de Malunguinho: O Rei das Matas de Pernambuco".

O Quilombo do Catucá - em referência à Mata do Catucá - também conhecido como Quilombo do Malunguinho, foi um quilombo formado por escravizados na Capitania de Pernambuco no século XIX.
Situado historicamente no século XIX (1814-1835) e geograficamente na Capitania de Pernambuco, mais especificamente no seu litoral (Região da Mata e Região Metropolitana do Recife), já que se estendia de Recife à Goiana, teve um importante papel social, político e cultural. Foi significativo para a história afro-brasileira, e também para a história regional, com a reconstrução das diversas histórias sociais que se rearranjam a partir da criação de quilombos no cenário da época.
Na historiografia acerca do Brasil oitocentista, Pernambuco se encontra num quadro de destaque no que diz respeito à "profusão de movimentos sociais e políticos” (CARVALHO, 2009, p. 123). Tais movimentos eram resultados dessas disputas intra-elites. A resistência escrava, tendo a oportunidade, se manifestava por meio de “desobediências” dentro dos engenhos, estragando as produções ou fazendo com que elas demorassem mais para acontecer, além de auxiliar em diversas fugas e na criação de quilombos. 
Nesse contexto formam-se os mocambos/quilombos - “termos africanos que significavam ‘acampamentos’ em muitas microssociedades e/ou coletivos da África centro-ocidental.” (GOMES, 2016, p. 417) - e, por si só, já explicitam o seu papel histórico, visto que representam a força combatente dos escravizados para com o sistema opressor no qual estavam inseridos. O termo enfrenta, até o dias atuais, ideias preconceituosas, que afirmam que os escravizados levavam uma vida monótona, como meros fantoches, e não como o que realmente acontecera, isto é, grupos que se posicionavam e lutavam contra a escravidão que lhes era imposta. 

## Malungo
O conceito de Malungo aplica-se particularmente aos escravizados de nação Angola, que viviam com os nação Mina, e tinham uma ligação direta aos povos de origem bantu na diáspora. No tronco linguístico bantu, com influência das línguas Kikongo, Kimbundu e Umbundu, a palavra apresenta significado diverso, podendo ser tanto “companheiro de barco”, como também “canoa grande”. Os termos possuem origem africana nos ritos e cerimônias fúnebres comuns em povos da região do Sahel, que interpretavam a travessia do Atlântico à travessia da kalunga, o "grande lago" que separava o reino dos vivos, seu continente original, do reino dos mortos. Os que sobreviviam ao Atlântico tornavam-se "Malungos", um laço que gerava uma certa irmandade entre os sobreviventes. Na Bahia de inícios do século XIX, como aponta Lucilene Reginaldo (2005), o termo “Malungo” também foi utilizado para identificar a indivíduos que falavam Kicongo (língua da nação do Congo).  

## História do Catucá

### A formação do Quilombo do Catucá
O Quilombo do Catucá, localizado nas matas próximas das áreas urbanas de Recife e Olinda, se formou provavelmente entre os anos de 1817 e 1818. A história do Quilombo do Catucá é marcada por resistência, por tensões políticas e repressão. As florestas sempre foram locais de esconderijos de escravizados que fugiam de seus senhores, e graças a localização da Floresta ou Mata do Catucá, próxima a áreas urbanas e cortada por estradas que levavam gado e algodão de diversos distritos, fazia daquela região um local estratégico para refúgio e ataques dos quilombolas, porém também facilitou para sua localização e posterior destruição por tropas imperiais. 
Não é possível datar com precisão quando ocorreu a formação do Quilombo, porém pode-se assumir que as primeiras ocupações na área ocorreram em 1817, ano que ocorreu revoltas que marcaram a Revolução Pernambucana cujos revoltosos eram basicamente plantadores de algodão e cana que circulavam pelo Catucá. A história do Quilombo do Catucá, portanto, está intimamente ligada à história da Capitania de Pernambuco, pois, graças a eventos históricos que geraram grande tensão no território da Capitania, que o Quilombo teria se formado. Tais tensões políticas contribuíram para o aumento de sua população, principalmente entre 1820 e 1821 quando os proprietários de escravizados, motivados por notícias de que ocorreria uma revolução que pretendia promover uma reforma política no Reino Unido de Portugal, Brasil e Algarves, decidiram armar boa parte da população não-branca e também seus cativos, o que facilitou a fuga dos escravizados para o Quilombo.

#### Repressões
O fato dos negros estarem armados gerou muita tensão entre a elite pernambucana, o que fez com que o governador da Junta Pernambucana em 1821, Gervásio Pires, tornasse o tema pauta de algumas reuniões do governo. Foi publicada uma portaria em fevereiro de 1822, que determinava a extinção do Quilombo e autorizando o Capitão-mor da vila de Igarassu a armar qualquer um que se dispusesse a combater o ajuntamento de negros fugidos. A portaria também previa multas para os proprietários dos escravizados que fossem encontrados. A partir de março do mesmo ano o governo decidiu aumentar a repressão, autorizando a execução sumária dos negros que ocupavam o Quilombo. Esse aumento da repressão é fruto do crescente número de queixas da população que alegava ataques por parte dos negros, além de um levante de negros contra seus senhores em locais próximos ao Quilombo.
Combater fugas em massa de escravizados ou seus agrupamentos não era algo fácil, era necessário alto investimento financeiro, algo que nem todo senhor de escravos poderia ofertar, além de todo um aparato de tropas (imperiais ou financiadas por senhores de escravos) e de armas. Para garantir o necessário para enfrentar os escravizados reunidos em quilombos, como do Catucá, era necessário que a Elite estivesse unida, pois assim não só teriam maior aparato do Estado, como também melhor colaboração entre os escravistas, o que permitia mais investimentos nas políticas de repressão. Portanto, as disputas e tensões políticas na Capitania, e posteriormente na Província de Pernambuco e no Brasil como um todo, levaram a uma divisão na elite pernambucana o que causou uma desorganização dos aparelhos repressivos, facilitando a fuga de escravizados e a formação de quilombos na província, incluindo o Quilombo do Catucá.
Em 1822, o Quilombo havia sobrevivido aos golpes de Gervásio Pires, mas o novo governo, a Junta dos Matutos, continuou a política de repressão contra o Quilombo, mas desta vez com foco em cercar as matas e cortar o acesso dos quilombolas à suprimentos. O novo governo conseguiu prender muitos negros que faziam parte do Quilombo, mas em 1823 uma boa parte desses negros foram soltos durante a chamada Pedrosada, uma revolta do militar Pedro Pedroso. Ele fez questão de soltar muitos não-brancos e de prender os europeus. Porém na metade de 1823, o Quilombo volta a ser alvo de uma pesada repressão que dura seis dias, em que poucos negros conseguiram escapar. Em 1824, no contexto das lutas entre o governo brasileiro e a Confederação do Equador, o Quilombo vivenciou um novo crescimento populacional, mas findado o movimento, voltou a ser o foco de repressão e dessa vez até com apoio de alguns indígenas. 
A partir de 1825, a classe senhorial, com apoio do General Lima e Silva, Presidente da Província de Pernambuco, utilizou a mesma tropa com que combateu os confederados no Equador para combater os quilombolas. Foi a repressão mais eficaz até então, porém não destruiu por completo o quilombo. A proximidade do Catucá com o Recife e com os relatos de vítimas, além da prisão de quilombolas nas freguesias próximas às matas, fez com que as autoridades levassem o problema ao conselho do governo após uma representação feita por diversos senhores de engenho. O Conselho de governo reconheceu a necessidade de combater o Quilombo do Catucá e para isso dispôs de diversos recursos do Estado, como armas do exército e pagamento de soldo para milicianos e às ordenanças (posteriormente guardas-nacionais). Todo o aparato disponibilizado pelo Estado permitiu repressões mais duras, entre 1826 a 1837. Os quilombolas de Catucá eram organizados e representavam uma "resistência formal”, inspirada na rebelião  que ocorreu em Salvador em 1826. De acordo com documentos do Conselho de Governo, os quilombolas pretendiam atacar o Recife, o que fez com que uma operação de grande porte fosse realizada. 
Os guerrilheiros negros conheciam a floresta e graças a informações de fora conseguiam se adiantar as tropas senhoriais e imperais. Eles desenvolveram técnicas como se esconder na mata fechada, nas grotas, nos mangues próximos à costa e nas ilhotas dos rios da área, e algumas vezes até saiam da mata, o que aumentava a preocupação das diligências de cercar as matas. Em 1829, os quilombolas estavam fortes o suficiente para tomarem a iniciativa na guerra de guerrilhas; por duas vezes realizaram ataques surpresa contra tropas mandadas para as matas. Os quilombolas resistiram às investidas dos senhores de engenho e até mesmo ao desmatamento de colonos alemães, que acabou por revelar alguns de seus esconderijos.

##### Estilo de vida dos quilombolas
Um oficial que comandou a operação encontrou muitas lavouras, casas e mucambos, o que mostra que houve a oportunidade dos rebeldes de construírem uma vida semi-sedentária, com formação de famílias, uma unidade básica para a formação da noção de liberdade dos escravizados. Mas as fortes e constantes repressões a partir de 1826 tornou muito difícil essa sedentarização e a prática de uma agricultura mais variada, indo além da mandioca. A partir de 1826, os quilombolas tornaram-se mais móveis e passaram a se deslocar em grupos menores, sendo importante destacar o fato de que as mulheres participavam das operações. 

###### Liderança
Apesar dos constantes ataques, foi possível aos quilombolas construir uma hierarquia mais ou menos sólida em várias épocas, o que evidencia a complexidade alcançada pelo Catucá. Em uma ou outra diligência, menciona-se a captura de uma pessoa descrita como chefe dos demais em 1835. Após a mais destrutiva diligência contra o quilombo, um documento afirma que dois dos líderes do Catucá foram presos, sendo que um deles era filho de um antigo chefe que morreu em batalha. Esse documento foi o mais revelador a respeito da formação de uma hierarquia estável. A liderança passada de pai para filho confirma a relativa estabilidade do Quilombo, apesar dos constantes ataques das tropas senhoriais.
Muitos foram os que em algum momento assumiram a posição de liderança do Quilombo, como João Pataca, João Bamba, José Brabo, Manoel Galo, Valentim e Manuel Gabão, o último líder quilombola foi João Batista. Mas o mais famoso líder quilombola foi o Malunguinho, tanto que o Quilombo do Catucá também é referenciado como Quilombo de Malunguinho. Em 1827 o governo provincial chegou a oferecer uma recompensa de 100 mil réis pela sua cabeça, no entanto os documentos das diligências não apontam qualquer captura ou morte de alguém conhecido como Malunguinho. Porém, não se sabe ao certo se Malunguinho era uma pessoa ou a forma dos quilombos chamarem seu líder, pois, esse termo era conhecido também no sentido de companheiro nos navios que vieram ao Brasil.

###### Rede de apoio fora das matas
Enquanto o Quilombo do Catucá existiu, houve vários ataques à casas próximas, engenhos e até a boiadas que transitavam na região, o que demonstra que os negros do Catucá não limitaram a tentar construir uma sociedade alternativa na floresta, mas estavam engajados na luta contra a escravidão. É difícil explicar como os quilombolas conseguiram sobreviver em uma região tão próxima ao Recife e cortada por estradas sem o apoio de uma rede de contatos fora da floresta que os informasse sobre as manobras das tropas senhoriais, o que leva a indicação de que os quilombolas não estavam isolados. Os senhores de engenho pediam segredo em relação às operações, para evitar que a população local informassem sobre os movimentos das tropas senhoriais para os quilombolas.
Na Zona Rural havia o contato entre os rebeldes e os libertos, e também com escravizados da região, e esse contato era fundamental para a existência do quilombo e para organização dos ataques contra engenhos e propriedades urbanas. O Catucá, portanto, é um dos quilombos oitocentistas do Brasil que funcionava com base em uma cumplicidade entre os quilombolas, os cativos em engenhos e a população livre e liberta local, excluindo os proprietários dos meios de produção. Há indício de possíveis alianças entre quilombolas e senhores de engenho, isso servia para proteger de ataques violentos, saques e salvar em algumas vezes a vida desses senhores.

## O fim do Quilombo do Catucá
Houve diversas investidas contra o quilombo do Catucá. No entanto, é na segunda metade da década de 1820 que o agrupamento quilombola padece de sua primeira constante repressão. Nesse cenário, elites, comandantes e generais investiram eficazmente, não destruiu por completo os quilombolas, mas os tornou menos sedentários, mais móveis e parcamente numerosos. Grandes líderes do Catucá foram mortos nessas medidas, como João Bamba e José Brabo.
Ao decorrer do decênio de 1830, houve diversos procedimentos que contribuíram para a destruição definitiva do quilombo do Catucá. A nova organização judiciária do código de 1830, a Justiça de Paz, foi encarregada de reprimir os quilombos. A criação dos cargos na Guarda Nacional e Justiça de Paz foi importante na medida em que armas foram distribuídas pelo Estado para as diligências contra o agrupamento dos fugitivos.
Vale ressaltar que uma das estratégias adotadas pelo governo para reprimir o quilombo foi a criação de uma colônia em terras próximas ao Catucá. Criada entre o final de 1829 e meados de 1831, a colônia conhecida como Colônia Amélia era composta por imigrantes de origem germânica e recebeu apoio do governo provincial de Pernambuco. A formação dessa colônia tinha como objetivo principal isolar e derrotar o quilombo. Os colonos queimam a floresta para produzir carvão, sendo esse o principal meio de sustento desses colonos. Com o desaparecimento da floresta, a formação do quilombo passa a ser dificultada. Portanto, percebe-se que os colonos alemães também foram importantes atores no processo de repressão ao Quilombo do Catucá.
Apesar de toda essa organização e estrutura senhorial com recursos do governo provincial, muitas batalhas foram travadas com os quilombolas. Mas é com o fim da Cabanada, na segunda metade da década de 1830, que as investidas são bem expressivas, violentas e alcançam êxito contra os agrupamentos. Nessa diligência, escapam apenas dez fugitivos, e é com a morte do líder João Batista juntamente com seu filho que o quilombo do Catucá é considerado extinto.

## Arqueologia: a história regional por meio do Catucá
A arqueologia tem tido um importante papel na construção da história do território brasileiro, como por exemplo em sítios pré-coloniais. No entanto, durante muito tempo a arqueologia esteve reservada a métodos eurocêntricos de valorização do patrimônio e ligado a teorias racialistas desde o começo da atividade colonial no Brasil (FUNARI, 2007).
A primeira valorização do patrimônio material - inicialmente indígena - só obteve sucesso através de estudos de intelectuais inspirados pela corrente humanista francesa, como Paulo Duarte, que realizou um trabalho na metade do século XX de preservação e de criação de uma legislação de preservação de resquícios arqueológicos. Durante o período da ditadura militar, esse estudo foi colocado em segunda ordem, mas com a redemocratização, a Arqueologia Pública foi ganhando cada vez mais importância e introduziu, pela primeira vez, o estudo dos povos afro-brasileiros.
As relações entre os moradores de Catucá com os Portugueses, assim como com a sociedade no entorno é também essencial para o estabelecimento de uma consciência sobre a origem de diversos costumes, mitos e tradições religiosas da cultura regional e nacional que são praticadas até hoje. De acordo com Aline Carvalho e Pedro Paulo Funari, esses diálogos devem ser constituídos para “permitir a realização de conexões entre a vida cotidiana das pessoas com o processo histórico relatado” (CARVALHO, A.; FUNARI, P.P., 2007, p. 137).
Sendo assim, o estudo do Quilombo do Catucá pode contribuir para uma melhor compreensão do passado Pernambucano, dando visão, sobretudo, à “história dos esquecidos”. Essa narrativa não estuda apenas eventos factuais importantes para a história, mas também dá enfoque ao interior da sociedade no geral: como produziam e utilizavam os materiais encontrados; se eram agricultores, coletores, bandidos, entre outros; para onde foram seus descendentes e quais as políticas públicas necessárias para dar voz aos remanescentes, não só de Catucá, mas de todos os quilombos brasileiros.

## Herança cultural do Catucá
O Quilombo do Catucá, além de deixar uma marca na história da região e na luta pela emancipação negra, acaba por ter muito de sua cultura - um misto entre as tradições nativas e africanas - incorporada à jurema, sendo mais marcante, entre estes elementos culturais, a figura do Malunguinho, que passa a fazer parte da jurema como sendo um de seus mestres e que representa força, liderança e luta por liberdade.
O líder do quilombo teria sido uma persona fundamental para a resistência de seu povo no período. Como chefe da comunidade, sua luta era pelo sonho de liberdade desta parcela social e os seus comandados utilizavam diversas técnicas de guerrilha. Hoje, Malunguinho simboliza o sentimento de resistência local na história oral, articulando uma memória coletiva pela luta política.
Segundo a tradição da Jurema, Malunguinho teria adquirido poderes ao ser salvo pelos nativos após fugir do engenho onde era cativo. O contato com os nativos e com o seu conhecimento da terra teria feito com que ele se interessasse pela ciência mágica. Seu principal símbolo é uma chave, que liberta os cativos de qualquer grilhão e que abre as portas que separam o mundo físico do mundo espiritual, assim como outro símbolo bastante recorrente, que é a estrela de sete pontas, simbolizando força e domínio sobre as cidades da Jurema.
O grupo Quilombo Cultural Malunguinho, instituição que pesquisa e promove práticas de culto afro-indígenas, produz, desde 2006, o evento "III Kipupa Malunguinho - Coco na mata do Catucá", que celebra, na Mata do Catucá, as tradições regionais e a luta por igualdade dos quilombolas. No campo político, foi instituída em Pernambuco a "Semana Estadual da Vivência e Prática da Cultura Afro-Pernambucana" nos dias 12 a 18 de setembro, "como reconhecimento do resgate histórico do líder quilombola Malunguinho morto em combate em 18 de setembro de 1835".